# 長瀬喜伴
長瀬 喜伴（ながせ よしとも / きはん、1912年2月18日 - 1966年6月16日）は、日本の脚本家。

## 略歴
東京府東京市下谷区（現・東京都台東区）生まれ。東京府立第一商業学校を経て横浜専門学校商科を卒業。
1935年に松竹の蒲田脚本研究所に第4期生として入所し、1937年に松竹大船脚本部に入って斎藤良輔のもとで助手を務めた後、1938年に清水宏監督「新家庭暦」で一本立ちの脚本家となる。以後、家庭劇的なドラマの展開を基調とした“大船調”メロドラマに健筆をふるい、娯楽作家として活躍した。
太平洋戦争末期の1944年に近衛連隊に入隊し、1945年に小笠原諸島の父島で終戦を迎えた。
1954年にフリーとなり、東宝、大映、東京映画などで娯楽ものを中心に多数の映画で脚本を担当したほか、親友の新藤兼人が主宰する近代映画協会にも参加し、会計事務を担当するなど、協力者として会の活動を支えた。
1951年の久松静児監督の『喜劇 駅前団地』以降、駅前シリーズ15作の脚本を手がけたことで知られるが、1966年に同シリーズの『喜劇 駅前番頭』を執筆するために常宿としていた箱根湯本の温泉旅館「清光園」に滞在中、脳出血を発症して53歳で急死した。